# Владимир Каралић
Владимир Каралић (Бања Лука, 22. март 1984) је бивши босанскохерцеговачки фудбалер. Током каријере играо је на позицији нападача.
Његов отац је фудбалски голман Слободан Каралић, који је играо за Борац из Бањалуке и београдску Црвену звезду.

## Успеси
Пегасус
- ФА куп Хонг Конга: (финале: 2013)[7]

Појединачми
- Најбољи стрелац Прве лиге Републике Српске: 2013/14.[8]